# Massimo Margiotta
Massimo Margiotta (Maracaibo, 27 juli 1977) is een voormalig profvoetballer uit Venezuela, die ook de Italiaanse nationaliteit heeft. Hij beëindigde zijn actieve loopbaan in 2011 bij SS Barletta Calcio.
Voorheen kwam Margiotta, bijgenaamd El Gladiatore, onder meer uit voor Vicenza, Udinese en Pescara. Hij speelde zijn gehele carrière in zijn tweede vaderland Italië. Na voor diverse Italiaanse jeugdselecties te hebben gespeeld maakte hij op 18 februari 2004 zijn debuut voor het Venezolaans voetbalelftal, waarmee hij in datzelfde jaar deelnam aan de strijd om de Copa América in Peru. Hij kwam tot elf interlands en twee doelpunten voor La Vinotinto. Namens Italië nam hij deel aan de Olympische Spelen van 2000 in Sydney.